# DJ Hell
DJ Hell, pseudonimo di Helmut Josef Geier (Altenmarkt an der Alz, 6 settembre 1962), è un disc-jockey tedesco.
È il proprietario della label International Deejay Gigolo Records e la figura principale nella diffusione della musica Electroclash nei club europei, a partire dalla scena underground delle metropoli tedesche; con la sua etichetta ha pubblicato opere di noti artisti della musica elettronica come Fischerspooner, Jeff Mills, Miss Kittin, Tiga e Zombie Nation.

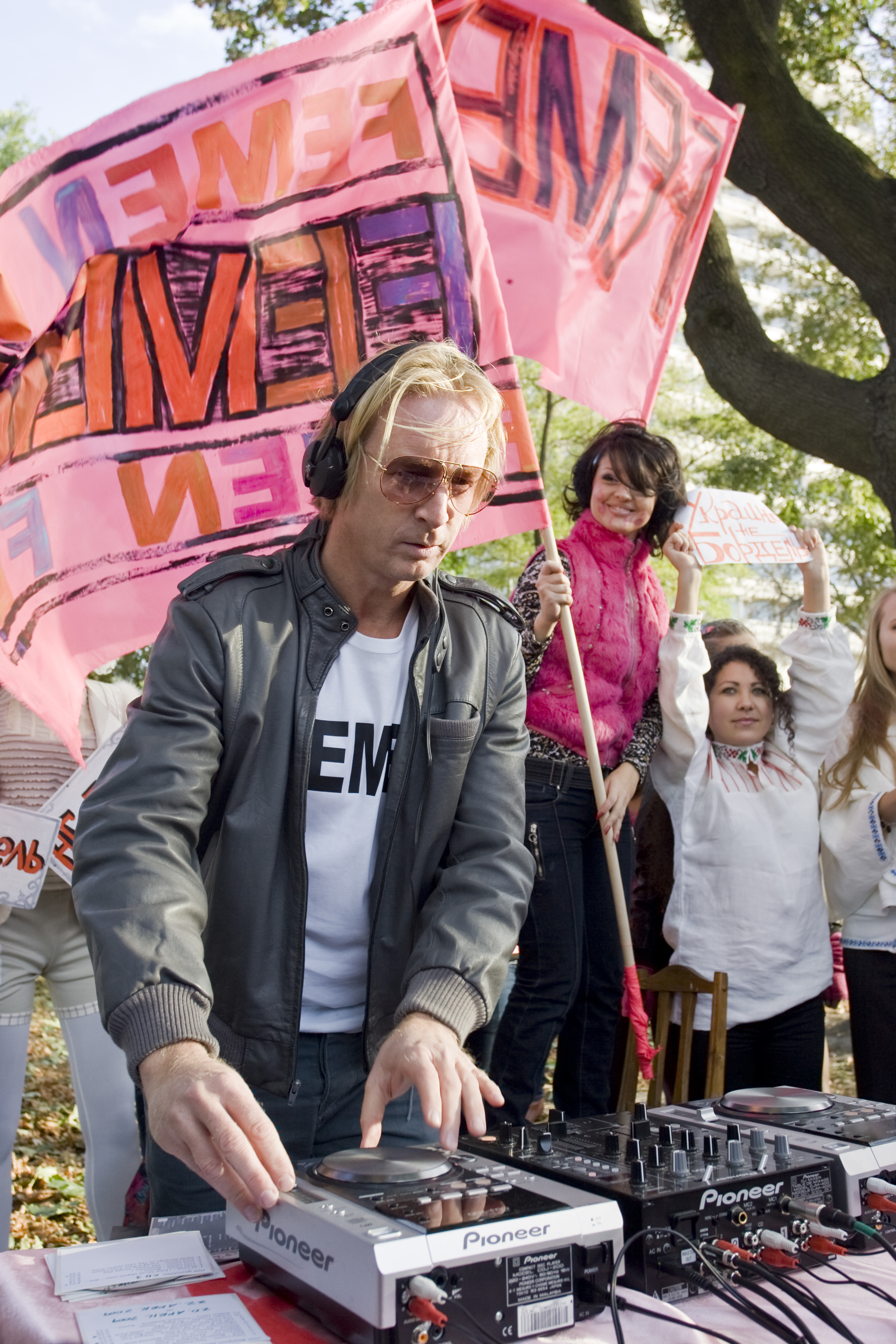
DJ Hell ad una manifestazione di protesta al Parlamento ucraino contro il turismo sessuale e la prostituzione il 2 ottobre 2010

## Discografia
- Geteert & Gefedert (Disko B)
- Mixes Of Gary Numan Vol. 2 (Random Records)
- Repassion (International Deejay Gigolo Records)
- My Definition Of House Music (R&S)
- Red Bull From Hell EP (Disko B)
- Sprung Aus Den Wolken / Butter Säure (Kickin Records)
- Three Degrees Kelvin / Like That! (Magnetic North)
- Ultraworld EP Vol. 1 (Disko B)
- Allerseelen (Disko B)
- Albino EP (Disko B)
- Original Street Techno (Disko B)
- Totmacher (Disko B)
- Totmacher Interpretationen (Disko B)
- Munich Machine (V2 Records, Inc.)
- Suicide Commando (V2 Records, Inc.)
- Copa (Disko B)
- Rock My Body To The Beat (International Deejay Gigolo Records)
- Keep On Waiting (International Deejay Gigolo Records)
- N.Y. Muscle (2003, Motor Music)
- Listen To The Hiss feat. Alan Vega (International Deejay Gigolo Records)
- Je regrette Everything feat. Billie Ray Martin International Deejay Gigolo Records)
- Best of Hell (International Deejay Gigolo Records)
- Fun Boy (International Deejay Gigolo Records)
- Teufelswerk (2009, International Deejay Gigolo Records)